# Dědická dohoda
Dědická dohoda či dohoda o vypořádání dědictví je hmotněprávní úkon (právní jednání) všech dědiců, kteří stanoví, na kterého z dědiců z pozůstalosti přejdou jednotlivá práva, popřípadě také jednotlivé závazky zůstavitele. Dědická dohoda se uzavírá v rámci pozůstalostního řízení (před tím, než soud rozhodne o dědictví) zpravidla u notáře jako soudního komisaře a podléhá schválení soudem, který tak činí usnesením. Dědická dohoda je tedy jedním z volitelných kroků pozůstalostního řízení.

## Pravidla a náležitosti
Dohodu je třeba uzavřít před soudním komisařem nebo před soudem. Účastníci ji musí podepsat, dohoda je vyjádřením shodného projevu vůle. Není podstatné, zda dědí proto, že je to dáno zákonem či závětí anebo obojím. Pokud se některý z dědiců k dohodě nevyjádří, dohoda nevznikne. Dohoda může být změněna či nahrazena novou dohodou, dokud ve věci nerozhodne odvolací soud - taková změna opět vyžaduje souhlas všech dědiců, kteří dohodu uzavřeli. Soud nemůže schválit pouze část dohody, schvaluje ji celou.
Pokud se k dohodě některý z dědiců v dané lhůtě (oznámené soudním komisařem) nevyjádří, dohoda nevznikne. Proti dohodě je možné se odvolat, práva na odvolání je možné se vzdát. Uzavřít dědickou dohodu není povinné. Pokud nedojde k dohodě, bude o dědických podílech rozhodovat soud, a to podle výše dědických podílů jednotlivých dědiců.

## Obsah dědické dohody
Dědická dohoda obsahuje vyjádření shodného přání dědiců, jak má být pozůstalost rozdělena.
Určitou majetkovou hodnotu může nabýt buď jeden z dědiců, nebo více dědiců do podílového spoluvlastnictví (v takovém případě je vhodné současně uvést velikosti podílů jednotlivých dědiců). Možná je i situace, že si celé dědictví rozdělí jen jeden z dědiců nebo jen někteří z nich; v takovém případě se zpravidla v dědické dohodě výslovně uvádí, kteří z dědiců nenabývají z dědictví ničeho. Dědická dohoda může obsahovat také určení, na kterého z dědiců přešly jednotlivé dluhy náležející do dědictví (včetně odpovědnosti za přiměřené náklady spojené s pohřbem zůstavitele po odečtení případného pohřebného, což představuje dluh dědictví za vypravitelem pohřbu).
Dále může dědická dohoda obsahovat:
- závazek jednoho z dědiců uhradit jinému dědici (na jeho dědický podíl) dohodnutou peněžní částku ve stanoveném termínu (splatnost lze určit pevným datem anebo lhůtou počítanou od právní moci usnesení o dědictví),
- zřízení práva odpovídajícího věcnému břemenu jako věcného práva k určité nemovité věci jedním z dědiců (nebo i více dědici) ve prospěch jiného dědice, avšak pouze v případě, že účastníkem dohody je nový vlastník celé věci nebo všichni její noví spoluvlastníci (typicky se jedná o zřízení doživotního bezplatného práva užívání konkrétní nemovitosti, popřípadě její části),
- zřízení zástavního práva.

Dohoda o rozdělení dluhů se nedotýká práv věřitele. Zkrátí-li se dohodou dědiců práva věřitelů, je dohoda vůči nim neúčinná.